# Parafia Matki Bożej Szkaplerznej i św. Jana Apostoła w Jerzewie
Parafia Matki Bożej Szkaplerznej i św. Jana Apostoła w Jerzewie (biał. Парафія Маці Божай Шкаплернай i св. Яна, апостала y Ярэвe) – parafia rzymskokatolicka w Jerzewie. Należy do dekanatu postawskiego diecezji witebskiej.